# Chénérailles
 Chénérailles  es una comuna (municipio) de Francia, en la región de Lemosín, departamento de Creuse, en el distrito de Aubusson. Es cabecera del cantón de su nombre, aunque Lavaveix-les-Mines es la comuna más poblada del mismo.
Su población en el censo de 1999 era de 759 habitantes. 
Está integrada en la Communauté de communes de Chénérailles.

## Demografía
| 688 | 729 | 674 | 685 | 794 | 759 |
| Para los censos de 1962 a 1999 la población legal corresponde a la población sin duplicidades (Fuente: INSEE [Consultar]) |     |     |     |     |     |